# Rhipidius pectinicornis
Rhipidius pectinicornis är en skalbaggsart som beskrevs av Carl Peter Thunberg 1806. Rhipidius pectinicornis ingår i släktet Rhipidius och familjen kamhornsbaggar. Inga underarter finns listade i Catalogue of Life.

## Bildgalleri

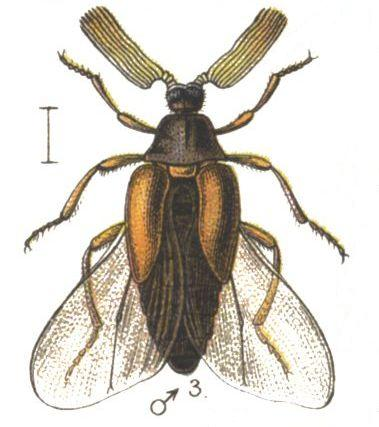